# Megachile obtusa
Megachile obtusa är en biart som beskrevs av Smith 1853. Megachile obtusa ingår i släktet tapetserarbin, och familjen buksamlarbin. Inga underarter finns listade i Catalogue of Life.